# Université des sciences et technologies du Bénin
Université des sciences et technologies du Bénin (USTB) er et universitet  i Cotonou (Benin) etableret i 1996. Dens grundlægger er professor Frédéric Dohou.